# Hideo Itokawa
Hideo Itokawa (糸川 英夫 Itokawa Hideo?, 20. června 1912 – 21. února 1999) byl průkopník japonského raketového vývoje, často označovaný jako "otec japonského kosmického programu".
Asteroid 25143 Itokawa, který byl po něm pojmenován, byl cílem mise Hajabusa.

## Život a působení
Itokawa se narodil v Tokiu, po maturitě studoval letecké inženýrství na Tokijské císařské univerzitě, kde roku 1935 promoval. Od roku 1941 byl docentem na této univerzitě a za války pracoval jako konstruktér u firmy Nakadžima, kde zkonstruoval stihačku Nakadžima Ki-43. Od roku 1948 byl profesorem a roku 1955 vedl první japonský raketový program v rámci Mezinárodního geofyzikálního roku - miniaturní "tužkové" rakety, dlouhé 23 cm. Roku 1967 opustil univerzitu a založil vlastní laboratoř, která se věnovala raketové technice.

## Dílo
Profesor Itokawa publikoval 49 knih, mezi nimi i populární knížky pro děti, které propagovaly raketovou techniku. Některé z jeho knih se staly bestsellery. Kromě toho se věnoval mnoha rozmanitým koníčkům: hrál basketbal a golf, hrál na řadu hudebních nástrojů a zabýval se psaním i filosofií.